# 田同之
田同之（1677年—?1756年），字彥威，一字在田。山东德州人。
祖父田雯为康熙朝进士，與王士禛齐名。父田肇丽。田同之生於康熙十六年（1677年）。康熙五十九年（1720年）舉人，官國子監助教。居京师三载而辞官归乡。論詩服信王士禛。晚年致力于词学之道，嘗引曹贞吉之言謂“詞之為體如美人，而詩則壯士也。”1751年仍在世。有《二学亭文涘》4卷、《砚思集》6卷、《西圃丛辨》32卷。